# Пересту-кадинефенді
Пересту-кадинефенді (осм. پرستو قادین, тур. Perestû Kadın, 1832 — 1906, Стамбул), також знана як Пересту-кадин, Рахіме Пересту, Пірісту-кадин або Пересту-султан — четверта дружина султана Абдул-Меджида I і названа матір султана Абдул-Гаміда II.
За згодою батьків Рахіме, її вдочерила донька Абдул-Гаміда I Есма-султан та виховала як ханим-султан, тобто султанську онуку. Коли чотирнадцятирічну Рахіме побачив султан Абдул-Меджид I, то попросив дозволу в її названої матері на шлюб. Релігійний нікях і весілля відбулися за тиждень після знайомства. Їхній шлюб був бездітним, тому Абдул-Меджид доручив Пересту виховувати дітей від своїх померлих дружин: у 1845 вона взяла на себе виховання Джеміле-султан, а в 1853 — майбутнього султана Абдул-Гаміда II.
Коли Абдул-Гамід зійшов на трон, він надав Пересту привілеї титулу валіде-султан, але просив її не втручатися в політику. Як очільниця гарему вона брала участь в офіційних державних церемоніях і прийомах високих гостей. Також мала власний вакф. Пересту померла у 1906 році від запалення легенів у своєму будинку в Мачці, Стамбул. Похована в мавзолеї Міхрішах валіде-султан.

## Життєпис
Зважаючи на закритість гарему та неучасть жінок Абдул-Гаміда II у політичному житті, більшість інформації про Пересту-кадинефенді отримано з мемуарів «Мій батько — Абдул-Гамід» авторства названої онуки Пересту Айше Османоглу. Проте вона сама відзначає певну «прикрашеність» почутої нею історії знайомства діда з Пересту. Крім того, історик Неджет Сакаоглу звертає увагу на те, що написаний арабською абеткою оригінальний текст спогадів нині втрачено, тому невідомо, наскільки опубліковані мемуари відповідають тому тексту, що вийшов із-під пера Айше Османоглу.

### Походження
Як і всі інші жінки Абдул-Меджида I, була черкескою з убихів. Її рідні батьки назвали її Рахіме. Батька звали Гоген Гок, ім'я матері невідоме.
Дочка Абдул-Гаміда I Есма-султан не мала власних дітей, тому зрештою вирішила взяти на виховання чужу дитину. Вона захотіла вдочерити доньку знатного черкеського убиха і переконала батьків віддати їй на виховання дуже гарну дівчинку-блондинку, якій тоді був один рік. Дівча було легким, худеньким і тендітним, тому її назвали Пересту. З перської слово означає «ластівка» і має форму «пірісту», однак у палаці традиційно вимову слів трохи змінювали, тому її ім'я звучало як «Пересту». Есма-султан виростила її як ханим-султан, тобто султанську онуку, приділяючи увагу освіті та вихованню.
Фотографій Пересту-кадин не збереглося. Айше Османоглу, названа онука Пересту, описує її наступним чином:
| Ліві лапки | Вона була мініатюрною, тендітною, білошкірою, блакитноокою, золотоволосою красунею гарної статури. Попри делікатні манери та тактовну поведінку, своєю статечністю і привабливістю була гідною статусу валіде-султан. Ця вельмишановна пані своїм світлим обличчям, ґречністю, люб'язністю і привітністю в серці у будь-кого будила повагу та прихильність, увесь придворний люд її дуже любив. Вона мала досить мелодійний голос, але говорила повільно і мало. Айше Османоглу «Мій батько — Абдул-Гамід». | Праві лапки |

На офіційні заходи вона одягала сукню з чотирма важкими спідницями, на груди кріпила державні нагороди: орден Османської династії, орден Милосердя й орден Меджидіє, до фарбованого хною волосся ладнала конусоподібний головний убір хотоз, оздоблений рідкісною мереживною вишивкою тонкої роботи, кріпила смарагдову брошку, що звалася «діадема валіде», обабіч неї кріпила ще дві подібні смарагдові брошки. На ноги взувала взуття з білої замші. З прикрас мала лише коштовну рубінову каблучку на мізинці. Поверх сукні вдягала вишиту сріблом маринарку, яку в палаці називали «сальта».

### Дружина султана

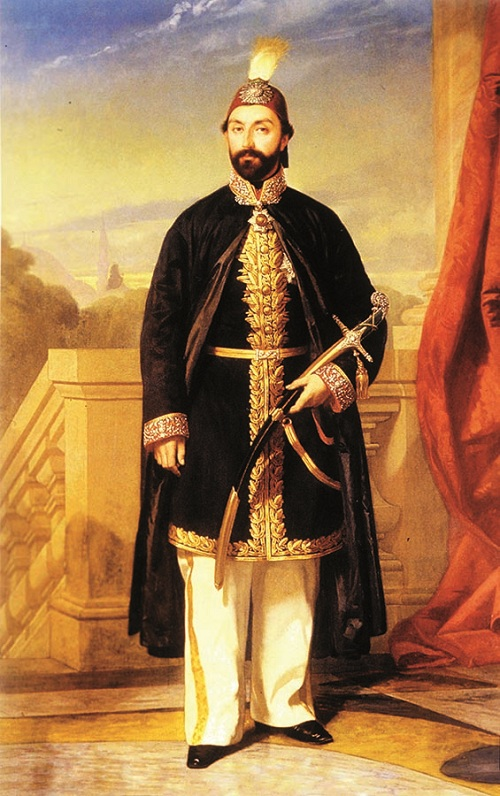
Чоловік Пересту-кадинефенді султан Абдул-Меджид І, 1857 рік

Султан Абдул-Меджид I уперше побачив чотирнадцятирічну Пересту в саду під час відвідин тітки та закохався. Есма-султан спершу запропонувала султанові всіх своїх рабинь із надією, що його увага перемкнеться на іншу красуню, але Абдул-Меджид засмутився, що не побачив серед рабинь німфи з саду. Тоді Есма-султан попросила Пересту винести султанові каву. Абдул-Меджид, залишившись із тіткою наодинці, обхопив її руки, сказав, що це — побачена ним німфа, і попросив руки цієї німфи. Есма-султан наполягла на офіційному весіллі, адже виростила Пересту не як рабиню, а як власну доньку — представницю династії Османів. Абдул-Меджид на це погодився.
Того ж тижня відбувся нікях у палаці Есми-султан із присутністю представників Абдул-Меджида, а за тиждень — весілля, на якому наречена була в традиційній червоній сукні й червоній фаті. На срібній кареті Пересту переїхала до палацу Топкапи, в якому тоді жив султан. Він зустрічав її при повному параді, з сорґучем (еґретом), біля головного входу в гарем, потім взяв під руку і провів до султанських покоїв. У гаремі відбулося святкування весілля, яке відвідали доньки та ще живі жінки Махмуда II, а також дружини поважних у державі людей. У гаремі грав оркестр із сорока жінок, перевдягнутих чоловіками. Увечері, перед тим, як молодята мали перейти до своїх покоїв для першої шлюбної ночі, Есма-султан поцілувала обох у чоло, помолилася і повернулася додому. Мемуарист Харун Ачба, племінник Лейли Ачби, стверджує, що весілля відбулося в палаці Чираган 20 січня 1856 року, що суперечить інформації про роки, коли вона отримала на виховання названих дітей. Після заміжжя Пересту стала четвертою дружиною султана Абдул-Меджида.
У 1845 році Абдул-Меджид I передав Пересту-кадин на виховання Джеміле-султан, чия мати Дюздіділь-кадинефенді померла в день, коли дівчинці виповнилося два роки. Мати Абдул-Гаміда Тірімюжґян-кадинефенді померла у 1853 році, коли йому було 11 років. Хлопчик близько місяця тинявся без нагляду, а тоді Абдул-Меджид I зрозумів, що син ще замалий, щоб упоратися з самостійним життям, і йому потрібна мати. Серед усіх своїх дружин він обрав Пересту, якій і ввірив виховання майбутнього падишаха. Пізніше Абдул-Гамід II казав про Пересту-кадин: «Якби моя [рідна] мати була жива, вона б піклувалася про мене так само».
Айше Османоглу каже, що в палаці Пересту всі любили, але Осман Нурі, автор тритомних спогадів про Абдул-Гаміда II, у своїх мемуарах зазначає, що Абдул-Гамід II, коли був шехзаде, поводився з Пересту неґречно і застерігав дядька Абдул-Азіза, що Пересту може вступати в стосунки з гаремними євнухами. Пересту тоді дуже образилася на пасинка і переїхала з палацу до свого обійстя в Мачці. Пересту-кадинефенді поза палацом мала власний будинок у районі Мачка, Бешикташ, який вона дуже любила і який отримала в подарунок від султана Абдул-Азіза під час його правління.

### Роль валіде-султан
Турецький історик Алі Ак'їлдиз, фахівець із пізньомодерної історії Османської імперії, переконаний, що титул валіде-султан існує лише в прив'язці до кревності. Без неї Пересту-кадин де-факто виконувала обов'язки валіде-султан, але де-юре нею не була, тому в документах її зазвичай називали «кадинефенді, котра перебуває на посаді мехд-і улья-і салтанат». Цієї ж думки дотримується турецький історик Недждет Сакаоглу, називаючи її статус «почесним». Коли Пересту занедужала, то німецький імператор Вільгельм II надіслав телеграму з побажаннями здоров'я, називаючи Пересту за протоколом «кадинефенді, котра перебуває на посаді мехд-і улья-і салтанат». У телеграмі-відповіді сам Абдул-Гамід II назвав її «валіде-султан». У своїх спогадах її також називають валіде-султан Айше Османоглу та Бехідже-ханим. Суперечливі свідчення можна зустріти у спогадах Лейли Ачби, абхазької принцеси, фрейліни Назікеди-кадинефенді та племінниці Пейвесте-ханим. В упорядкованому Харуном Ачбою третьому виданні Пересту-кадин називають валіде-султан, проте в четвертому виданні, упорядницею якого стала Едаділь Ачба, є твердження, що «Пересту ніхто в народі чи палаці не називав „валіде-султан“, її називали „Кадинефенді названа мати нашого Повелителя“».

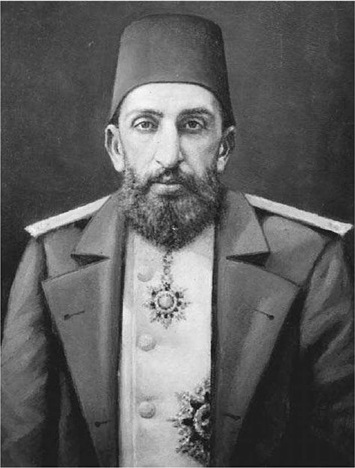
Названий син Пересту-кадинефенді султан Абдул-Гамід ІІ, 1899 рік

Абдул-Гамід II, маючи перед очима приклади з гарему султана Абдул-Азіза та султана Мурада, був переконаний, що жіноче втручання в державні справи не на користь ані державі, ні династії. Тому наступного дня після джюлусу (сходження на трон) він відвідав Пересту, поцілував їй руку і сказав: «Жодного дня ви не дали мені відчути відсутність рідної матері. У моїх очах ви від неї нічим не різнитеся і ваше місце на посаді валіде-султан. У палаці ви матимете всі права та привілеї валіде-султан. Але я насамперед прошу категорично відмовитися від втручання у державні справи, заступництва певним особам і сприяння в отриманні титулів і посад». Пересту-кадин до самої смерті дослухалася до цього прохання.
Проте Пересту-кадинефенді могла використовувати свій вплив на султана для допомоги у матримоніальних планах. Вердіджанан-кадинефенді дізналася, що її названа донька Медіха-султан закохалася у Неджіпа-пашу, сина Абдуррахмана Самі-паші, та захотіла з ним побратися. Оскільки для цього потрібен був дозвіл султана, Вердіджанан звернулася по допомогу до Пересту. Після цього Неджіпа-пашу одразу відкликали з посольства в Парижі, надали титул візира й оженили на Медісі-султан. За це Вердіджанан-кадинефенді написала до Пересту довгого листа, повного теплоти й щиросердної подяки за сприяння.
Як очільниця гарему Пересту-кадинефенді брала участь в офіційних церемоніях. Під час Рамадану 15-го числа відвідувала плащ Пророка, який зберігається в палаці Топкапи. Абдул-Гамід II особисто хотів її присутності на п'ятничному віншуванні, після якого вона зазвичай втікала до своєї садиби. Та варто було Абдул-Гамідові дізнатися про це, як він відправляв за нею карету з ад'ютантами та привозив назад до палацу. Також Пересту приймала високих гостей. У неділю ввечері 31 вересня 1889 року німецька імператриця Августа Вікторія, вдруге відвідуючи Стамбул, мала зустріч із представницями гарему Абдул-Гаміда II в садибі Малий мабейн. Августа Вікторія в супроводі фрейлін спершу зустрілася з Пересту-кадинефеді як з очільницею гарему, про яку сказала: «Дуже статечна пані». На Пересту під час цього прийому був шовковий ніжно-блакитний туалет, рубінова діадема на голові й ордени на грудях. 1899 року 24 серпня Пересту приймала в гаремі принцесу Чорногорії Мілену, під час світської розмови з якою згадала про доньку Мілени — Стану, яку також приймала в гаремі за багато років до цього, яка їй сподобалася і здалася красунею. Жінка, яку Пересту запам'ятала як Стана, на той момент уже стала Анастасією Чорногорською.
Попри одиничне свідчення натягнутих стосунків між Пересту й Абдул-Гамідом, є ще кілька свідчень зворотного — теплих і близьких стосунків між мачухою і пасербом. Одне з них стосується повалення попередника Абдул-Гаміда II — султана Мурада V. Напередодні перевороту шехзаде Абдул-Гаміда попередили про заплановані заходи та попросили покинути палац про всяк випадок. За три дні до заколоту, коли заколотники оточили палац Долмабахче, Абдул-Гамід знайшов прихисток у найнадійнішому для себе місці — садибі Пересту-кадинефенді. На ранок 31 серпня 1876 року його саме звідти відвезли на джюлус до палацу Топкапи.
Бехідже-ханим, одна з дружин Абдул-Гаміда, розповідає про стосунки чоловіка з мачухою вже на схилі життя Пересту. Тоді вона дуже схудла, стала «мов пташечка», її підтримували попід руки. З приходом весни вона переїжджала до своєї садиби, на що Абдул-Гамід сердився, бо не хотів із нею розлучатися. Султан дуже боявся, що його названа матір застудиться, тому постійно власноруч накидав їй на плечі кофтинку. Бехідже каже, що Абдул-Гамід II з «валіде-султан» нерідко сиділи біля одного з басейнів у палаці Їлдиз і розмовляли, а сама Бехідже частенько приносила їм каву.

### Благодійність
У 1889 році Пересту заснувала вакф із 11 торгових точок, прибутком із яких мало забезпечуватися функціонування мечеті Пересту валіде-султан (сучасна назва Центральна мечеть Меджидієкьою) з чотирма працівниками, початкової школи та двох заїздів.
У 1892 році за її наказом було зведено мечеть в Узункумі в Сапанджі для черкесів, які втекли з Російської імперії під час Російсько-турецької війни (1877—1878). Мінарет мечеті обвалився під час Ізмітського землетрусу і згодом був відновлений. Внутрішнє оздоблення оригінальне.
У 1896 році вона відбудувала і розширила до комплексу месджид Бала Сулемана в Сіліврікапи в Стамбулі й збудувала для нього питний фонтан, фонтан, муваккітхане, шадирван і флігель. Напис від 13 зількаде 1313 (26 квітня 1896) на фонтані, висіченому з цільного блоку мармуру, повідомляє, що комплекс відбудувала Пересту-кадинефенді для звеличення духу першого замовника культової споруди — Бала Сулеймана-аги, командира підрозділу гармашів в армії завойовника Стамбула Мехмеда II Фатіха.

### Смерть
Коли Пересту-кадинефенді захворіла на запалення легенів, вона таємно від названого сина подалася до свого будинку в Мачці, який так любила. Зрештою, там і померла 11 грудня 1906 року. Після її смерті палац поринув у жалобу. Тиждень військовий оркестр не грав п'ять разів на день на час намазу. За упокій Пересту-кадин молилися в текке Шазелі та мечеті Їлдиз Гамідіє. Після смерті Пересту-кадин її обійстя в Мачці з усіма меблями та речами султан Абдул-Гамід II передав голові парламенту Ахмеду Риза-бею.
Айше Османоглу пише, що Пересту-кадин похована в особистому мавзолеї в Еюпі, для якого навіть вигаптувала власноруч покривало на труну. Тюрбе вона почала будувати собі за життя, відмовляючись від матеріальної допомоги названого сина Абдул-Гаміда II словами: «Місце свого вічного спочинку я підготую собі сама, нехай уся його праведність і вся його гріховність належатимуть мені». Проте на сьогодні офіційно місцем її поховання є тюрбе Міхрішах валіде-султан.

## Образ у мистецтві
- Рахіме Пересту-султан є героїнею історичного роману Хифзи Топуза «Абдул-Меджид: 22 роки в палаці під час розпаду імперії: Роман» (тур. Abdülmecit: İmparatorluk Çökerken Sarayda 22 Yıl: Roman) (2009)[36];
- Рахіме Пересту-султан є героїнею історичного роману Тіма Саймондса «Шерлок Голмс і меч Османа» (2015) (англ. Sherlock Holmes and The Sword of Osman)[37];
- У серіалі Payitaht: Abdülhamid[en] роль Пересту валіде-султан грає актриса Шефіка Уміт Толун[38].